# اوخود
اوخود (به لاتین: Oxud) یک منطقه مسکونی در جمهوری آذربایجان است که در شهرستان شکی واقع شده است. اوخود ۴۵۸۶ نفر جمعیت دارد.